# Antoine-Jean-Marie Thévenard
 (novembre 2012).
Pour les articles homonymes, voir Thévenard.
Antoine-Jean-Marie Thevenard, né à Saint-Malo le 7 décembre 1733 et mort à Paris le 9 février 1815, est un officier de marine et homme politique français. Il termine sa carrière au grade de vice-amiral.

## Biographie

### Formation dans la Compagnie des Indes pendant la guerre de Succession d'Autriche
Fils d'un capitaine de la Compagnie des Indes, il embarque à douze ans sur un vaisseau de la Compagnie commandé par son père. C'est la période de la guerre de Succession d'Autriche et il participe dès les premières années à trois combats. Il reste quelques années au service de la Compagnie, y apprend le métier et y acquiert du galon.
Il reviendra « après avoir servi dans la marine royale et comme corsaire » au service de la Compagnie en 1767 comme capitaine.

### La Guerre de Sept Ans: officier du roi, corsaire et ingénieur-constructeur
Lieutenant de vaisseau, il sert en 1754 sur le Brillant de l'escadre du comte du Chaffault qui va détruire les établissements anglais sur la côte de Terre-Neuve. Il est ensuite second du corsaire François Thurot sur le Maréchal de Belle Isle et participe à son expédition vers l'Irlande en 1759.
À la suite de cette expédition, il se consacre à Saint-Malo à la construction de quatre frégates et d'une flûte dont il réalise lui-même les plans, probablement en collaboration avec l'ingénieur Groignard. Ses frégates seront considérées comme une grande réussite. Il va aussi faire les plans et diriger la construction des deux premières canonnières de la marine française.

### Service à terre
À la paix de Paris, il sert de 1764 à 1769 comme Capitaine de vaisseau de la Compagnie des Indes, puis capitaine de port et retourne enfin dans la marine royale où il est promu d'abord capitaine de frégate en 1770, puis capitaine de vaisseau en 1773.
Sa santé étant mauvaise — il souffre probablement d'une maladie tropicale, peut être de paludisme, très répandu chez les marins ayant navigué aux Antilles ou dans l'océan Indien — il ne va pratiquement plus servir qu'à terre pendant tout le reste de sa carrière. Il commande ensuite la marine à Lorient en 1779, mais ne participe pas à la guerre d'indépendance des États-Unis. Il devient toutefois chef d'escadre (ancien grade correspondant à celui de contre-amiral) en 1784.

### Ministre de la Marine et des Colonies
Il devient ministre de la Marine de Louis XVI en mai 1791, mais c'est une époque de très grande désorganisation et il démissionne dès septembre 1791. Sa seule réalisation concrète est la liste des officiers de la marine en application de la loi de réorganisation décidée par l'assemblée Législative après la dissolution du Corps des officiers de marine du roi. Cette liste préparée par Thévenard et signée par Louis XVI lors de son ministère ne sera toutefois promulguée que par son successeur Antoine François Bertrand de Molleville. Elle établissait une liste de trois amiraux, neuf vice-amiraux et dix huit contre-amiraux à la date du 1er janvier 1792. En fait, à la mi 1792, seuls cinq seront encore en fonction : parmi les amiraux, ne subsiste que d'Estaing qui va être bientôt arrêté. Thévenard sera le seul vice-amiral encore en fonction et trois contre-amiraux seulement : tous les autres auront soit émigré, soit au moins démissionné.

### Le vice-amiral le plus ancien de la Marine républicaine puis impériale
Au début de 1793, Thévenard commande le port de Brest mais il est arrêté dans le courant de l'année. Toutefois, il est acquitté et libéré par le tribunal révolutionnaire. Il est de nouveau emprisonné au début de 1794 et ne sera libéré qu'après le 9 Thermidor.
À compter de ce moment et jusqu'en 1810, Thévenard surnommé « l'Ancêtre », sera en tête des listes de la marine comme le plus ancien des vice-amiraux. Il commande alors le port de Rochefort en 1796, puis provisoirement commandant d'armes à Toulon en remplacement de Vence en 1798. Respecté en tant qu'administrateur, bien vu des officiers comme des marins, il devient préfet maritime de Lorient à la création de l'institution. L'Empire le couvre d'honneur : Légion d'honneur, comte d'Empire, membre du Sénat conservateur à sa retraite en 1810.
Le roi Louis XVIII en fait un membre de la Chambre des pairs en 1814.

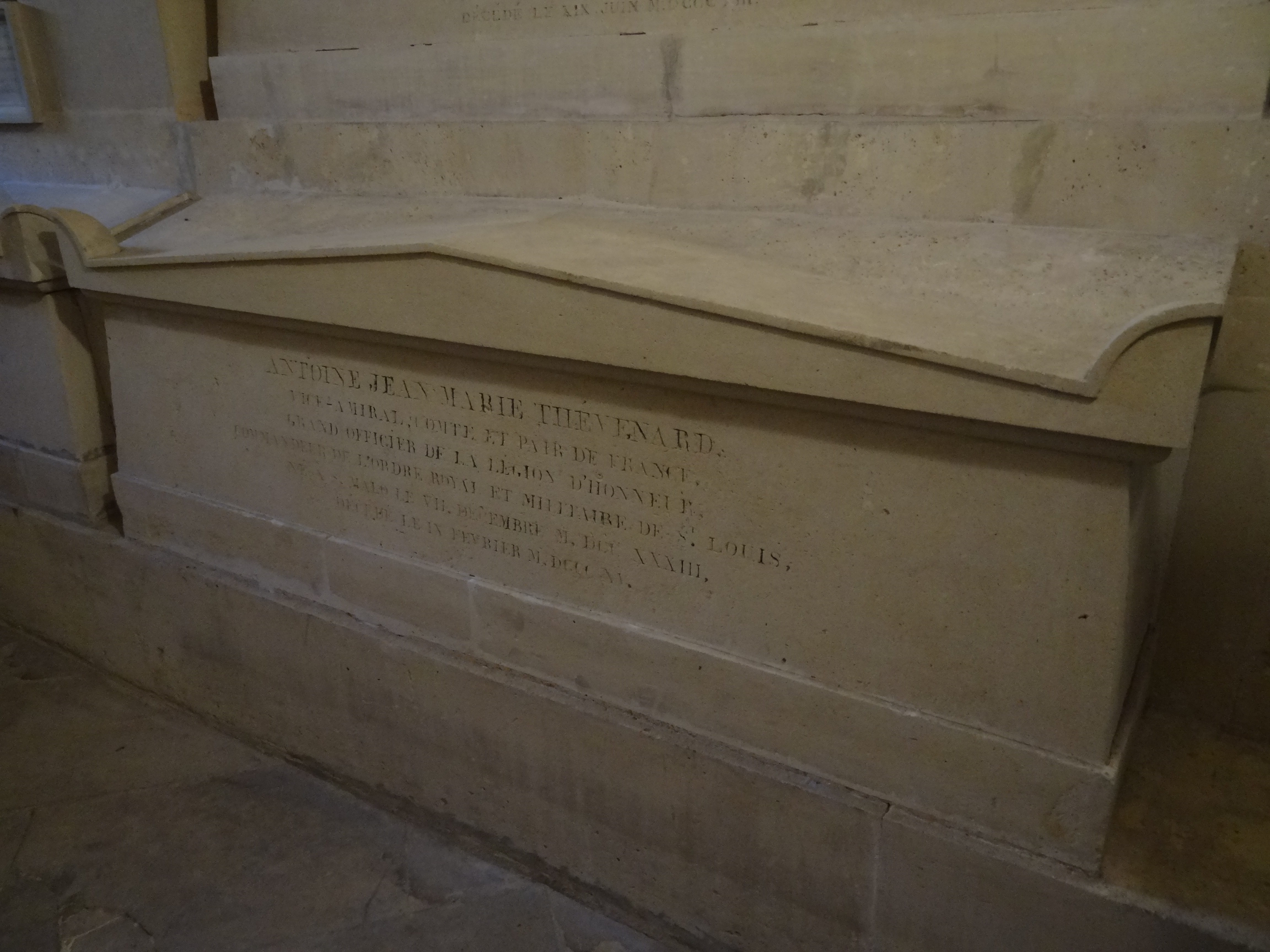
Le tombeau d'Antoine-Jean-Marie Thévenard au Panthéon.

Il meurt en 1815, peu avant le retour de Napoléon Ier. Il repose au Panthéon de Paris. Il aura servi successivement Louis XVI, les différents régimes issus de la Révolution, Napoléon Ier, Louis XVIII.
Il est l'auteur de Mémoires relatifs à la marine, ouvrage devenu un classique.
Son fils, Antoine René Thévenard, capitaine de vaisseau, fut tué à Aboukir où il commandait l'Aquilon.
Thévenard était franc-maçon, membre notamment de la loge L'Union à Lorient.

## Publications
- Mémoires relatifs à la marine, t. 1, Paris, Laurens jeune, 1799, 516 p. (lire en ligne),
- Mémoires relatifs à la marine, t. 2, Paris, Laurens jeune, 1799, 551 (+ planches) (lire en ligne),
- Mémoires relatifs à la marine, t. 3, Paris, Laurens jeune, 1799, 562 p. (lire en ligne),
- Mémoires relatifs à la marine, t. 4, Paris, Laurens jeune, 1799, 678 p. (lire en ligne).

## Distinctions
- 1771 : membre de l'Académie de Marine
- 1787 : membre de l'Académie des sciences
- 1773 : chevalier de l'ordre de Saint-Louis. Il en est promu commandeur le 27 décembre 1814, sous la Restauration.
- 1804 : grand officier de la Légion d'honneur
- comte d'Empire
- membre du Sénat conservateur
- pair de France

## Armoiries
| Figure | Nom du comte et blasonnement |
| ------ | --- |
|        | Armes du comte Antoine-Jean Marie Thévenard et de l’Empire, D'argent à une ancre surmonté d'un compas ouvert vers la pointe, le tout d'azur ; au canton des Comtes Sénateurs brochant. Livrées : blanc, bleu. |

### Sources et bibliographie
- « Antoine-Jean-Marie Thévenard », dans Adolphe Robert et Gaston Cougny, Dictionnaire des parlementaires français, Edgar Bourloton, 1889-1891 [détail de l’édition] ;
- Jean-Philippe Zanco, Dictionnaire des Ministres de la Marine 1689-1958, S.P.M. Kronos, Paris, 2011 (en ligne).
- Archives nationales (CARAN) – Service Historique de l’Armée de Terre – Fort de Vincennes – Dossier S.H.A.M. CC7 ALPHA 2 352, Dossier Archives nationales, cote : C7 319.